# Relecture assistée par ordinateur
La relecture assistée par ordinateur, également connue sous son sigle RAO, est une activité de vérification, facilitée par l'informatique, de l'intégrité d'un document en fonction des interventions qu'il a pu subir. Des logiciels spécialisés ont été élaborés et ont pris comme nom cette expression.

## Logiciels de RAO
Les logiciels de relecture assistée par ordinateur sont basés sur des algorithmes :
- d'analyse de textes ;
- de comparaison de textes.

Ils attirent l'attention du relecteur sur les différences entre deux documents, en prenant en compte une typologie intelligente de chaque portion de texte : les différences n'ont pas la même importance en fonction de leurs types et/ou du domaine ou du sujet des documents.
Par exemple, une différence sur un nombre n'a pas la même importance si ce nombre est une date, un prix, un numéro de page, un numéro de figure, une partie d'une adresse, un appel de note de bas de page, un numéro d'item de liste, un numéro de titre, etc.
- un numéro de titre ou un numéro d'item de liste peut être sans importance s'il doit être re-calculé après coup, avant impression ou avant publication, par un outil de mise en page ;
- une petite différence comme « 1 » vers « un » ou « 1er » vers « premier » est souvent d'un intérêt secondaire, en fonction du sujet ou du domaine du document ;
- alors que certaines autres différences sur des nombres peuvent être très préjudiciables pour le document.

Ces outils sont intéressants pour des applications variées :
- la comparaison entre un document et une version mis à jour/modifiée de ce document. Le but premier est alors de mettre en évidence les modifications faites par une tierce personne ou un outil de traitement de texte ;
- la comparaison entre un document dans deux formats de fichier : Word, TXT, PDF, HTML, XML, etc. Le but premier est alors de mettre en évidence les différences impliquées par le changement de format ou l'outil de conversion / reformatage. Souvent une simple conversion de l'encodage des caractères peut produire des modifications radicales.

## RAOT
Les outils de relecture assistée par ordinateur pour la traduction (RAOT) sont des outils de RAO capables de gérer une comparaison multilingue, dans le cadre d'une traduction. Cela implique d'être capable de mettre en correspondance chaque partie de texte d'un document vers l'autre, en tenant compte de la spécificité de chaque langue : formats de date ou de nombre, ponctuations (exemple : guillemets français / anglais), etc.
On prendra soin de ne pas assimiler ces outils à des logiciels de révision bilingue, qui d'ailleurs n'existent pas. On ne peut confondre comparateur de textes ou de formats et outils d'aide à la révision. À ce jour, en 2008, aucun outil ne s'est encore imposé comme aide à la révision. On peut soupçonner que le perfectionnement des logiciels de traduction automatique diminuera le besoin de révision. Dans les faits, la croissance exponentielle des besoins de traduction rendra plus nécessaire que jamais la présence de réviseurs ou de relecteurs humains, en particulier pour les textes de prestige.

## Exemples d'application
- l'auteur d'un livre qui effectue des corrections dans son ouvrage pendant qu'il reçoit des épreuves pour valider le bon à tirer de l'imprimeur (souvent en PDF), ou des traductions dans une autre langue ;
- le responsable du contenu d'un site Web devant assurer la cohérence des mises à jour et des versions de ses pages HTML dans différentes langues ;
- l'imprimeur qui doit assurer la cohérence et la qualité de ses processus pouvant passer par des formats propriétaires XML/SGML, des traitements automatiques, des interventions manuelles diverses, faits par lui ou en sous-traitance ;
- le traducteur devant gérer la cohérence de l'original avec la version traduite ;
- l'éditeur par qui transitent les documents entre les divers intervenants.